# JPMorgan Chase Tower (Houston)
JPMorgan Chase Tower là một tòa nhà chọc trời tại thành phố Houston, Texas Hoa Kỳ. Tòa nhà này được hoàn thành vào năm 1982, có chiều cao 305 m, 75 tầng. Đây hiện là tòa nhà cao nhất bang Texas, đến năm 2008, đây là tòa nhà cao thứ 35 thế giới.